# Odlum Brown Vancouver Open 2004
L'Odlum Brown Vancouver Open 2004 è stato un torneo di tennis giocato sul cemento. È stata la 3ª edizione del torneo, che fa parte della categoria Tier V nell'ambito del WTA Tour 2004. Si è giocato a Vancouver in Canada, dal 9 al 15 agosto 2004.

## Campionesse

### Singolare
Nicole Vaidišová ha battuto in finale  Laura Granville con il punteggio di 2–6, 6–4, 6–2.

### Doppio
Bethanie Mattek /  Abigail Spears hanno battuto in finale  Els Callens /  Anna-Lena Grönefeld con il punteggio di 6–3, 6–3.